# Нова Отрада
Нова Отра́да (рос. Новая Отрада, башк. Яңы Отрада) — присілок у складі Куюргазинського району Башкортостану, Росія. Входить до складу Отрадинської сільської ради.
2006 року до складу присілка (110 осіб у 2002 році, 78% росіян) було приєднане станційне селище Отрада Башкирська (24 особи у 2002 році, 50% росіян).
Населення — 129 осіб (2010; 134 в 2002).
Національний склад:
- росіяни — 73%